# كيسي هانكنسون
كيسي هانكنسون (بالإنجليزية: Casey Hankinson)‏ هو لاعب هوكي الجليد أمريكي، ولد في 8 مايو 1976 في إدينا في الولايات المتحدة.

## وصلات خارجية
- كيسي هانكنسون على موقع دوري الهوكي الوطني (الإنجليزية)
- كيسي هانكنسون على موقع قاعة مشاهير الهوكي (لاعب أن.إتش.أل) (الإنجليزية)
- كيسي هانكنسون على موقع EliteProspects.com (الإنجليزية)
- كيسي هانكنسون على موقع HockeyDB.com (الإنجليزية)
- كيسي هانكنسون على موقع Hockey-Reference.com (الإنجليزية)